# Mount
Mount és una ordre en diversos sistemes operatius basats en Unix que s'utilitza per muntar dispositius i particions per tal de ser utilitzats pel sistema operatiu. Abans que un usuari pugui accedir a un fitxer en una màquina tipus Unix, el sistema de fitxers del dispositiu que conté el fitxer s'ha de muntar amb l'ordre mount. Sovint, mount s'utilitza per a targetes SD, emmagatzematge USB, DVD i altres dispositius d'emmagatzematge extraïbles. L'ordre també està disponible a l'intèrpret d'ordres EFI.
L'ordre mount també ens permet saber quins dispositius de l'ordinador tenim muntats.

## Us
```
mount
 
[
-t
 
<tipus>
]
 
[
-o
 
<opcions>
]
 
<dispositiu>
 
<punt_de_lectura>
mount
 
-t
 
iso9660
 
/dev/hdb0
 
/mnt/cdrom
mount
 
-t
 
iso9660
 
-o
 
loop
 
/home/usuari/imatge.iso
 
/mnt/imatges

```

## Exemples d'ús

### Muntatge de lligams
El muntatge amb vinculació permet muntar una jerarquia de sistema de fitxers o un fitxer en un punt de muntatge diferent. A diferència d'un enllaç simbòlic, un muntatge amb vinculació no existeix al sistema de fitxers en si. En l'exemple següent, la ruta /olddir es muntarà a /newdir
```
$
 
mount
 
--bind
 
/olddir
 
/newdir

```

Alguns exemples de muntatge de dispositius són:
```
mount
 
-t
 
vfat
 
/dev/fd0
 
/mnt/floppy
mount
 
-t
 
iso9660
 
/dev/hdb0
 
/mnt/cdrom

```

Per muntar imatges de disquets, CD, etc. s'utilitza l'opció loop.
```
mount
 
-t
 
iso9660
 
-o
 
loop
 
/home/usuario/imagen.iso
 
/mnt/imagenes

```